# پراکسیداز

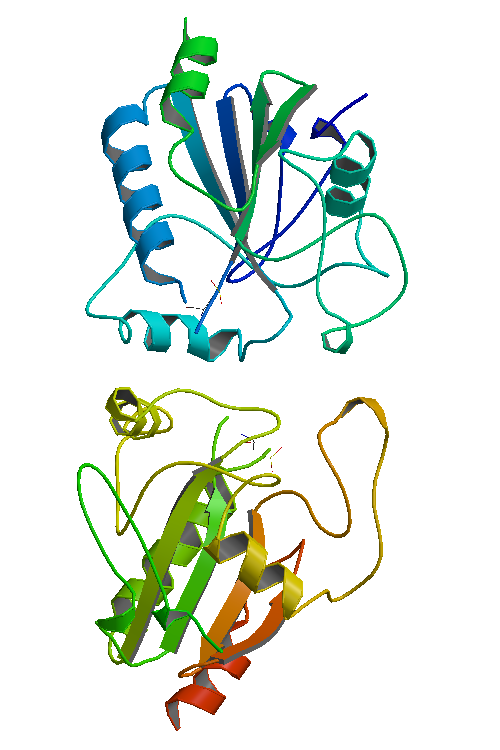
گلوتاتیون پراکسیداز 1

پراکسیدازها یا پراکسید ردکتازها (شماره EC 1.11.1.x) گروه بزرگی از آنزیم‌ها هستند که در فرآیندهای مختلف بیولوژیکی نقش دارند. نام آنها به این دلیل است که معمولاً باعث تجزیه پروکسیدها می‌شوند.

## عملکرد
پراکسیدازها به‌طور معمول واکنش به شکل زیر را کاتالیز می‌کنند:
{\displaystyle {\ce {ROOR'+{\overset {electron \atop donor}{2e^{-}}}+2H+->[{\ce {Peroxidase}}]{ROH}+R'OH}}}

### بسترهای بهینه
برای بسیاری از این آنزیم‌ها بستر مطلوب هیدروژن پراکسید است، اما برخی دیگر با هیدروپراکسیدهای آلی مانند پراکسیدهای لیپید فعال ترند. پراکسیدازها می‌توانند حاوی کوفاکتور هم در محلهای فعال خود باشند، یا به‌طور متناوب باقیمانده سیستئین یا سلنوسیستئین فعال ردوکس فعال شوند.
ماهیت دهنده دهنده الکترون بسیار به ساختار آنزیم بستگی دارد.
- به عنوان مثال، پراکسیداز ترب می‌تواند از انواع ترکیبات آلی به عنوان اهداکننده و پذیرنده الکترون استفاده کند. پراکسیداز ترب کوهی دارای یک مکان فعال قابل دسترس است و بسیاری از ترکیبات می‌توانند به محل واکنش برسند.
- از طرف دیگر، برای آنزیمی مانند سیتوکروم c پراکسیداز، ترکیبات دهنده الکترون به دلیل یک مکان فعال بسیار باریک بسیار خاص هستند.

## تعیین مشخصات
خانواده گلوتاتیون پراکسیداز از ۸ ایزوفرم شناخته شده انسانی تشکیل شده‌است. گلوتاتیون پراکسیدازها از گلوتاتیون به عنوان دهنده الکترون استفاده می‌کنند و هم با هیدروژن پراکسید و هم با لایه‌های آلی هیدروپراکسید آلی فعال هستند. نشان داده شده‌است که Gpx1، Gpx2، Gpx3 و Gpx4 آنزیمهای حاوی سلنیوم هستند، در حالیکه Gpx6 یک سلنوپروتئین در انسان است که دارای همولوگ‌های حاوی سیستئین در جوندگان است.
نشان داده شده‌است که آمیلوئید بتا دارای فعالیت پراکسیداز است.
یک گروه معمول از پراکسیدازها، هالوپراکسیدازها هستند. این گروه قادر به تشکیل گونه‌های هالوژن واکنشی و در نتیجه مواد ارگانوهالوژن طبیعی است.

## مقاومت در برابر عوامل بیماری‌زا
در حالی که مکانیسم‌های دقیق هنوز مشخص نشده‌اند، شناخته شده‌است که پراکسیدازها نقشی در افزایش دفاعی گیاه در برابر عوامل بیماری‌زا دارند. بسیاری از اعضای بادنجانیان، به ویژه بادنجان و انواع هانبانرو / فلفل قرمز) از گویاکول و آنزیم گویاکول پراکسیداز به عنوان سپر دفاعی در برابر انگل باکتریایی Ralstonia solanacearum استفاده می‌کنند.

## کاربردها
از پراکسیداز می‌توان برای تصفیه فاضلاب‌های صنعتی استفاده کرد. به عنوان مثال، فنول‌ها، که آلاینده‌های مهمی هستند، می‌توانند با استفاده از پلیمریزاسیون کاتالیز شده با آنزیم، با استفاده از پراکسیداز ترب کوهی حذف شوند؛ بنابراین فنول‌ها به رادیکال‌های فنوکسی اکسید می‌شوند، که در واکنش‌هایی که در آن پلیمرها و الیگومرهایی تولید می‌شوند که سمیت کمتری نسبت به فنول‌ها دارند، شرکت می‌کنند. همچنین می‌تواند برای تبدیل مواد سمی به مواد کم خطرتر مورد استفاده قرار گیرد.
تحقیقات زیادی در مورد استفاده از پراکسیداز در بسیاری از فرآیندهای تولید مانند چسب‌ها، تراشه‌های رایانه، قطعات خودرو و روکش‌های طبل و قوطی انجام شده‌است. مطالعات دیگر نشان داده‌است که از پراکسیدازها می‌توان با موفقیت برای پلیمریزاسیون آنیلین‌ها و فنول‌ها در ماتریس‌های حلال آلی استفاده کرد.
پراکسیدازها بعضاً به عنوان نشانگر بافت‌شناسی استفاده می‌شوند. سیتوکروم c پراکسیداز به عنوان یک مدل محلول، به راحتی خالص سازی شده برای سیتوکروم اکسیداز سی استفاده می‌شود.